# Mamalogija
Mamalogija je veja zoologije, ki se ukvarja s preučevanjem sesalcev, razreda vretenčarjev z lastnostmi, kot so toplokrvnost, kožuh, štirikomorno srce in zapleten živčni sistem. Število prepoznanih sesalcev na Zemlji se nenehno povečuje, trenutno jih je določenih 6495 različnih vrst, vključno z nedavno izumrlimi. Na Zemlji je ugotovljenih 5416 različnih vrst živih sesalcev, od leta 2006 pa je bilo na novo odkritih približno 1251 vrst. Mamalogija je interdisciplinarna veda in vključuje znanje naravoslovja, taksonomijo in sistematiko, anatomijo in fiziologijo, etologijo, ekologijo ter menedžment. Mamalogija se dalje deli na taksonomsko usmerjene veje, kot so primatologija in cetologija. Znanstvenik, ki se ukvarja z mamalogijo, je mamalog. Pri preučevanju sesalcev ti opazujejo njihovo habitat, interakcije z okoljem, njihovo ekologijo ter anatomijo in fiziologijo.